# CaixaForum Madrid
CaixaForum Madrid és un centre cultural gestionat per la Fundació la Caixa al Paseo del Prado, 36 de Madrid. El juliol del 2021 es va incloure a la llista de Patrimoni Mundial, elaborada per la UNESCO, com a part del patrimoni Paseo del Prado y el Buen Retiro, Paisaje de las Artes y las Ciencias, denominada de manera abreujada Paisaje de la luz. El centre està situat en l’antiga Central Eléctrica del Mediodía, de principis del segle xx. El projecte de rehabilitació es va dur a terme per l'estudi dels arquitectes suïssos Herzog & de Meuron i la instal·lació es va inaugurar el 2008.

## L'edifici

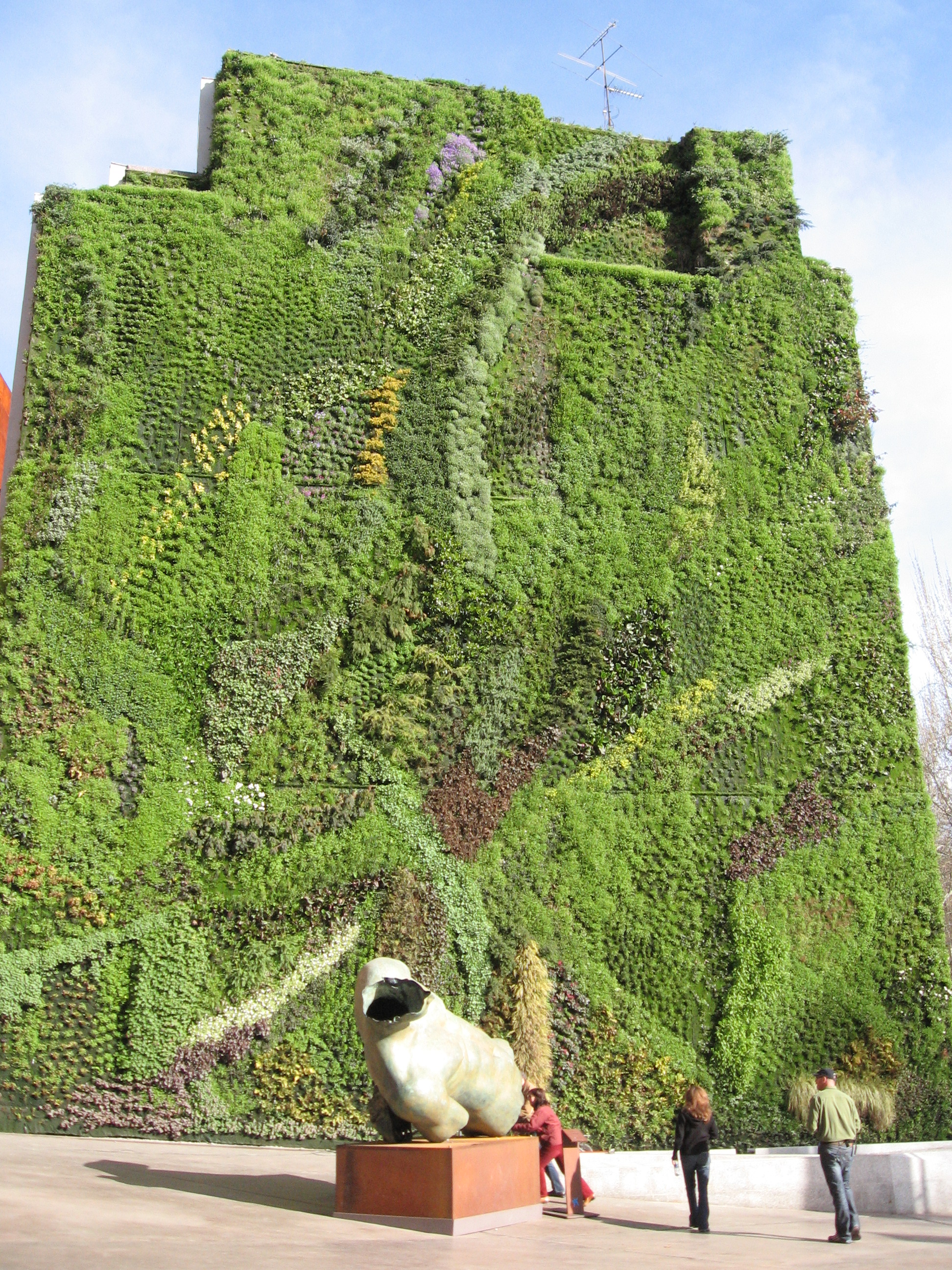
Jardí vertical en la façana de Caixaforum Madrid en 2007 dissenyat per Patrick Blanc i escultura d'Igor Mitoraj.

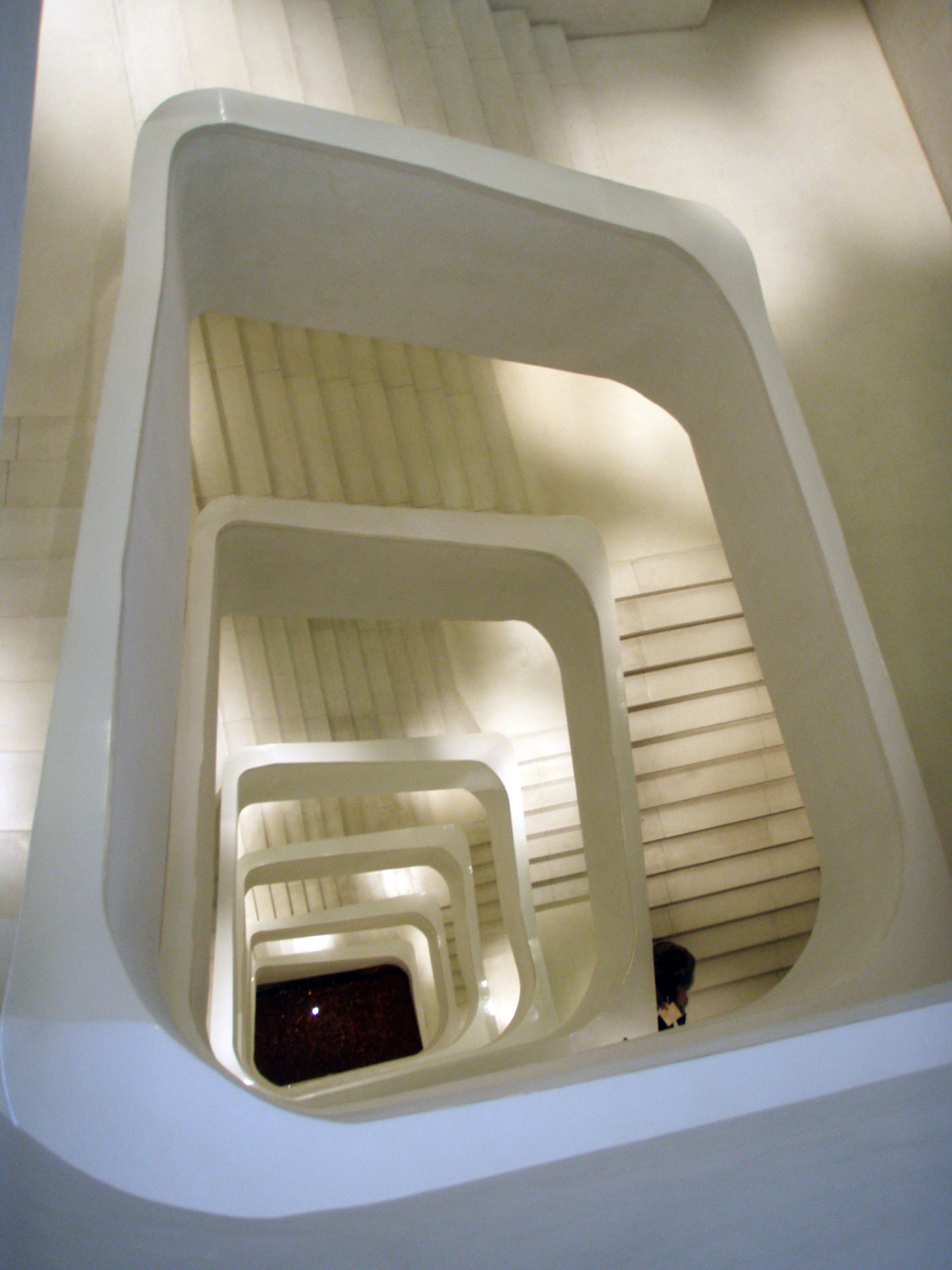
La singular escala de caragol connecta les plantes de l'edifici

L'antiga Central Elèctrica del Migdia es va començar a construir l'any 1900 per iniciativa de l'empresari Josep Batlle. El projecte tenia per objecte la construcció d'una fàbrica d'electricitat a partir de la combustió de carbó que devia abastir d'energia a tot el sector sud de la part vella de Madrid. L'antiga central està delimitada pels carrers Gobernador, Alameda, Cenicero i Almadén. L'illa urbana té una superfície de 1.934 metres quadrats dins la quan hi ha l'edifici de la Central i un pati que dona al carrer Gobernador. No es conserva res de l'antiga fàbrica, tret de les façanes.
Després del tancament de la central, abandonada uns quants anys, la Fundació ”la Caixa” va adquirir el vell edifici i va emprendre tasques de reforma i remodelació completa de l’immoble per transformar-lo en un centre social i cultural, edifici que va anomenar CaixaForum Madrid seguint l'exemple de CaixaForum Barcelona. Per fer-ho, es va dur a terme un conveni amb l’Ajuntament de Madrid per enderrocar la gasolinera situada en el Paseo del Prado núm. 36 i crear, al seu lloc, la plaça actual de CaixaForum que obre l'edifici a la ciutat. Més tard, l'estudi Herzog & de Meuron (Tate Modern de Londres, Filharmonia de l’Elba, etc.) va conservar les façanes originals de maó macís vist i va dotar a l'edifici d’un aspecte singular en excavar el sòl de sota per dotar al complex d’un efecte visual d’edifici flotant però, al seu torn, d’edifici pesat quan es van afegir a les dues plantes de maó un mòdul de dues plantes d’acer patinable que, sota una imatge d’element pesat, imita la silueta urbana de la zona i aconsegueix plantejar a l’observador una dualitat entre pesantor i lleugeresa, entre un objecte gravitatori, respecte de l’atracció al centre de la Terra, i la seva capacitat de flotar.
Com que l’antiga central era molt petita, l'edifici va créixer cap amunt per mitjà del mòdul d’acer patinable, que allotja, entre d'altres, diverses sales d’exposició i la cafeteria; i cap avall, situat dos nivells per sota del sòl, hi ha l’auditori de sota la plaça de CaixaForum. Les fonts i cascades voregen l'edifici, cosa que afavoreix l'efecte visual i evoca la seva antiga activitat industrial.
Per aconseguir l'efecte flotant de l'edifici, l'estructura que se situa per sobre de la planta baixa recolza, talment com una caixa autoportant, sobre tres nuclis de comunicació verticals amb una estructura de murs de formigó armat que actuen com a les tres potes de suport de la caixa. Per reeixir a fer que tota l'estructura superior es comportés a manera de caixa autoportant, perimetralment es van disposar murs perimetrals de formigó armat, interiors als murs de fàbrica de maó perimetrals originals, a les plantes primera i segona, i pilars metàl·lics de tipus IPE en la continuació d’aquests elements a les plantes tercera i quarta. Aquesta estructura vertical perimetral queda unida als nuclis de comunicació a través d’una estructura horitzontal de bigues armades d’acer de gran format (similar a les IPE, però de més cantell). A més, el forjat de la planta primera (el sostre de la plaça exterior) penja, mitjançant pilars metàl·lics circulars, de l'estructura horitzontal de la planta segona, per evitar que la caixa recolzi sobre el sòl de la plaça exterior. Així, doncs, s'aconsegueix un efecte flotant des de l'exterior de l'edifici.
La coberta s'inclina a dos aiguavessos amb estructura de bigues IPE i forjat de xapa col·laborant sobre el qual descansa, mitjançant rastells, el mateix revestiment d’aplacat d’acer patinable que hi ha a la façana de les plantes tercera i quarta.
L’accés a la planta principal es fa a través d’una escala de forma irregular ascendent, a manera d’helicoide, de graons metàl·lics, mentre que l’accés d’aquesta planta a les restants s'efectua a través de l'escala principal de tres trams del color de la pedra calcària, tant en parets com en terra i sostre, que gira entorn d’un forat vertical troncocònic invertit que recorda el Museu Guggenheim de Nova York.
Per acabar, l’artista Patrick Blanc va resoldre el problema de la façana cega que va quedar al descobert després d’enderrocar la gasolinera. D’aquesta manera, va construir un gran jardí vertical que, al seu torn, serveix de reclam als vianants del Paseo del Prado, la qual cosa capta l’atenció i atreu la mirada envers l'edifici de CaixaForum que, altrament, restaria amagat.
L'edifici va ser inaugurat el 13 de febrer de 2008 pels en aquell moment reis Joan Carles i Sofia, i el president de ”la Caixa”, Isidre Fainé.